# Июнь (роман)
«Июнь» — исторический роман Дмитрия Быкова, состоящий из трёх повестей о жизни москвичей в течение двух лет, которые предшествовали Великой Отечественной войне. Опубликован в 2017 г. издательством «АСТ». В 2018 году получил третью премию «Большая книга» и стал победителем интернет-голосования этой премии.
Роман продолжает давнюю традицию произведений о последних днях советской мирной жизни перед нападением Германии. Эпиграф взят из блоковской поэмы «Возмездие», подчёркивая мысль о войне как неизбежной расплате за грехи повседневной жизни: «происходит нарастание зла в мире, за которым, согласно метафизическим законам, следует неизбежная расплата».

## Сюжетные линии
«Июнь» состоит из трех частей, каждая из которых практически самостоятельна. Их объединяет только время концовки — ночь на 22 июня 1941 года и второстепенный персонаж (шофёр Лёня), напоминающий ангела-хранителя. На втором плане мелькают реально существовавшие люди — начинающие поэты вроде Павла Когана, члены семьи Марины Цветаевой и т. д..
В первой части представлена история ифлиевца Михаила Гвирцмана, представителя блистательного поколения 1925 года. Отчисленный из института по ложному доносу однокурсницы, обвинившей его в домогательствах, Михаил устраивается на работу санитаром, находит новых знакомых и затевает свежий роман.
Вторая часть представляет собой монолог 37-летнего журналиста Бориса Гордона, который втайне сотрудничает с органами безопасности. Зрелый человек, сформированный нэповским десятилетием,  не может сделать выбор между двумя женщинами. Основной конфликт связан с арестом НКВД его возлюбленной Али, недавно вернувшейся в советскую Россию из эмиграции.
В третьей части полубезумный одинокий литератор Игнатий Крастышевский приходит к убеждению в способности программировать читателей на принятие определённых решений. Он засыпает правительство отчётами, в которых пытается закодировать призыв не допустить войны. Потом, ужаснувшись пакту двух диктаторов, Крастышевский меняет стратегию и начинает призывать войну как долгожданное избавление от скверны.
Прототипами Михаила, Бориса и Игнатия являются Давид Самойлов (Кауфман), Самуил Гуревич и Сигизмунд Кржижановский.

## Критика
Многие рецензенты прочитали «Июнь» как адресованное современным россиянам предупреждение об опасности новой войны. И действительно, ещё в 2015 году Быков говорил о необходимости напомнить о трагических уроках истории, об атмосфере, в которой военная риторика оказывается привлекательнее, чем естественное стремление к достойной жизни (что наблюдалось и в России после аннексии Крыма). Александр Кузьменков подсчитал, что слово «война» и его производные повторяются в книге 214 раз, создавая обманчивое впечатление, что в 1940 году все москвичи только и думали о грядущей бойне.
Критики обращали внимание на подчёркнутую незавершённость сюжетных линий, резко оборванных началом войны; на соответствие описанных событий принципам построения волшебных сказок; на убедительность многочисленных сцен интимной близости; на публицистические и морализаторские установки автора, на настойчивые параллели, которые автор проводит между 1940 годом и современностью.

### Отзывы
- Галина Юзефович: «„Июнь“ — лучшее из написанного Быковым со времен „Пастернака“ и определенно самый совершенный его художественный текст — самый продуманный и выстроенный, виртуозно сочетающий в себе сюжетность с поэтичностью, а легкость — с драматизмом и пугающей глубиной. <…> Мир конца 30-х, созданный Быковым, удивительно целостен и гармоничен. Так и тянет назвать его уютным — в том же примерно смысле, в котором может показаться уютной душная атмосфера больничной палаты или тюремной камеры. Это живой, теплый, затхлый и узнаваемый мир из рассказов наших бабушек и дедушек, счастливо переживших ту эпоху»[5].
- Наталья Ломыкина: «Быков афористичен и очень точен, в „Июне“ нет ни часто свойственной ему избыточной барочности, ни философских отступлений. Текст романа похож на серию фотоснимков, на которых удалось запечатлеть неуловимое — атмосферу. В „Июнь“ погружаешься с головой — и впитываешь время и ощущения, пока не перестает хватать воздуха. Вот только когда, ошалевший, выныриваешь — понимаешь, что и за пределами романа дышать всё так же тяжело»[12].
- Ольга Балла: «Быков — о том, как людей сволакивает в войну. О том, как они приближают её каждым своим, осознанным и может быть, ещё более того — неосознанным движением. Ждут её, как очищения. Как всё у них складывается так, что, кажется, только она может разрубить связавшееся. Она приходит чуть ли не как спасение: в неё как будто можно наконец уйти от сложностей и неразрешимостей так называемой мирной жизни»[3].
- Константин Ремчуков: «На мой взгляд, это опыт исследования еврейскости внутри советскости накануне Второй мировой войны. Потому что главные герои Михаил Гвирцман и Борис Гордон отчетливо осознают себя как евреи внутри советского общества и при этом они ненавидят русских. Я с такой позицией давно не встречался. И главное, не могу понять, зачем. Получается, что <…> его герои ― русофобы, а художественно, получается, что это антисемитский роман, потому что ты этих героев начинаешь ненавидеть»[13].
- Алексей Колобродов: «Психологические характеристики умещаются не в абзац даже, а в полторы фразы. Диалоги, особенно в первой части, сыплются со скоростью плевка, и напоминают не то панч-лайны рэпперов, не то словесные обрубки, выпавшие из сериальных сценариев. Мастерски сделано, надо сказать»[6].